# La Chaise
Pour les articles homonymes, voir La Chaise (homonymie).
Pour l’article ayant un titre homophone, voir La Chèze.
La Chaise est une commune française, située dans le département de l'Aube en région Grand Est.

## Géographie
| Morvilliers  |                | Soulaines-Dhuys |
| Chaumesnil   | La Chaise      |                 |
| Petit-Mesnil | Vernonvilliers | Fuligny         |

La Chaise se situe à une latitude de 48,366667° nord et à une longitude de 4,666667° est. Au niveau national, le village occupe le 36350e rang avec sa population, le 22081e rang par sa superficie et le 36135e rang par sa densité.

### Hydrographie
La commune est dans la région hydrographique « la Seine de sa source au confluent de l'Oise (exclu) » au sein du bassin Seine-Normandie. Elle est drainée par la Brevonne, les Noues d'Amance, le Fossé 01 de la Pièce au Lard, le Forgeot et le ruisseau de Chatillon,.
La Brevonne, d'une longueur de 28 km, prend sa source dans la commune de Lévigny et se jette  dans la Voire à Rances, après avoir traversé douze communes.
Les Noues d'Amance, d'une longueur de 19 km, prend sa source dans la commune de Fuligny et se jette  dans la Laines à Vallentigny, après avoir traversé huit communes.

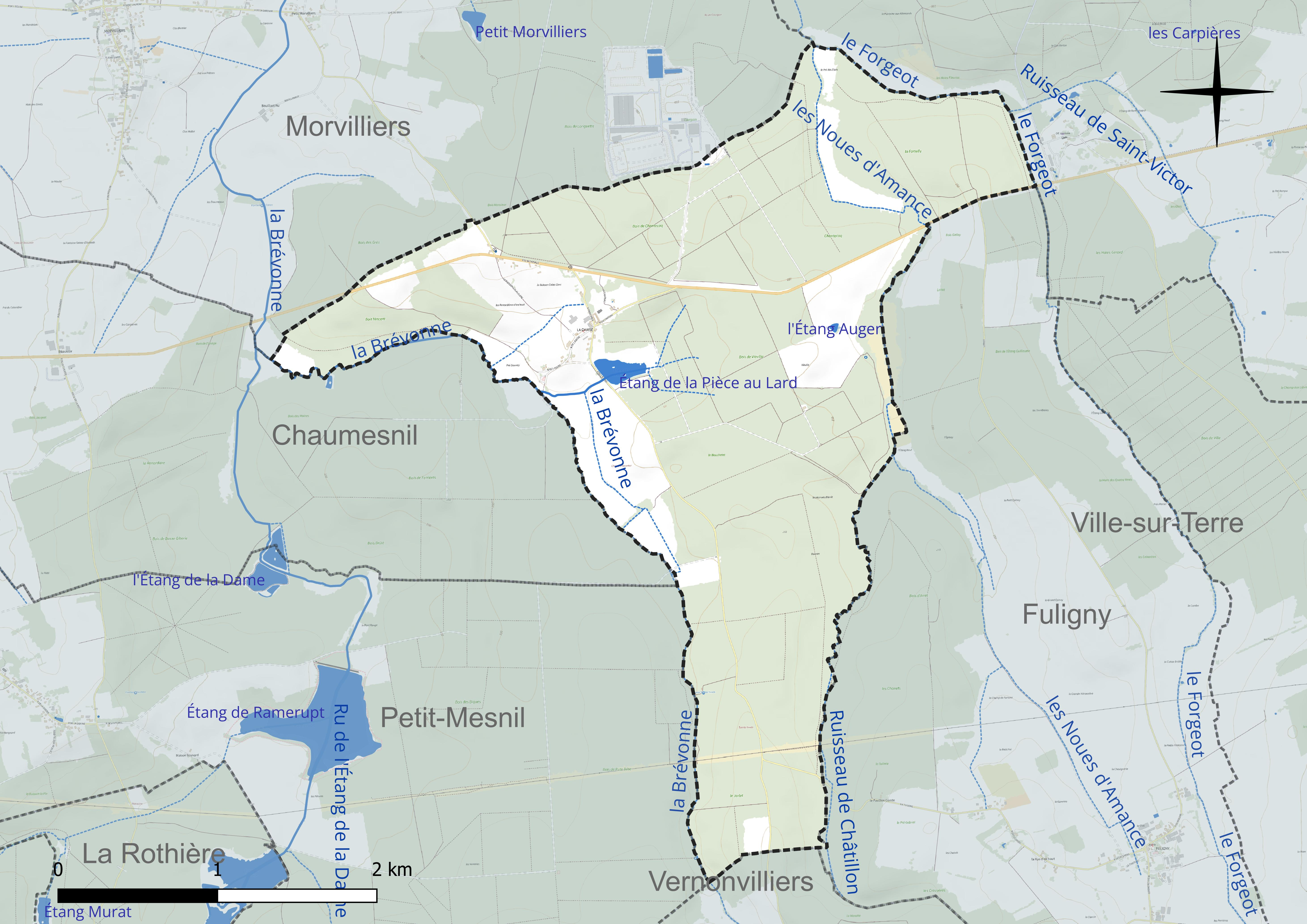
Réseau hydrographique de la Chaise.

Deux plans d'eau complètent le réseau hydrographique : l'étang Auger (0,2 ha) et l'étang de la Pièce au Lard (3,2 ha),.

### Climat
Pour des articles plus généraux, voir Climat du Grand Est et Climat de l'Aube.
En 2010, le climat de la commune est de type climat des marges montargnardes, selon une étude du Centre national de la recherche scientifique s'appuyant sur une série de données couvrant la période 1971-2000. En 2020, Météo-France publie une typologie des climats de la France métropolitaine dans laquelle la commune est exposée à un climat océanique altéré et est dans la région climatique Lorraine, plateau de Langres, Morvan, caractérisée par un hiver rude (1,5 °C), des vents modérés et des brouillards fréquents en automne et hiver.
Pour la période 1971-2000, la température annuelle moyenne est de 10,4 °C, avec une amplitude thermique annuelle de 15,9 °C. Le cumul annuel moyen de précipitations est de 810 mm, avec 11,9 jours de précipitations en janvier et 8,5 jours en juillet. Pour la période 1991-2020, la température moyenne annuelle observée sur la station météorologique de Météo-France la plus proche, « Soulaines », sur la commune de Soulaines-Dhuys à 6 km à vol d'oiseau, est de 11,2 °C et le cumul annuel moyen de précipitations est de 776,4 mm. 
La température maximale relevée sur cette station est de 41,9 °C, atteinte le 25 juillet 2019 ; la température minimale est de −19,1 °C, atteinte le 2 janvier 1997,,.
Les paramètres climatiques de la commune ont été estimés pour le milieu du siècle (2041-2070) selon différents scénarios d'émission de gaz à effet de serre à partir des nouvelles projections climatiques de référence DRIAS-2020. Ils sont consultables sur un site dédié publié par Météo-France en novembre 2022.

## Urbanisme

### Typologie
Au 1er janvier 2024, La Chaise est catégorisée commune rurale à habitat très dispersé, selon la nouvelle grille communale de densité à 7 niveaux définie par l'Insee en 2022.
Elle est située hors unité urbaine. Par ailleurs la commune fait partie de l'aire d'attraction de Brienne-le-Château, dont elle est une commune de la couronne,. Cette aire, qui regroupe 30 communes, est catégorisée dans les aires de moins de 50 000 habitants,.

### Occupation des sols
L'occupation des sols de la commune, telle qu'elle ressort de la base de données européenne d’occupation biophysique des sols Corine Land Cover (CLC), est marquée par l'importance des forêts et milieux semi-naturels (78,9 % en 2018), en augmentation par rapport à 1990 (73,8 %). La répartition détaillée en 2018 est la suivante : 
forêts (68,6 %), terres arables (18,2 %), milieux à végétation arbustive et/ou herbacée (10,3 %), prairies (2,6 %), zones industrielles ou commerciales et réseaux de communication (0,3 %). L'évolution de l’occupation des sols de la commune et de ses infrastructures peut être observée sur les différentes représentations cartographiques du territoire : la carte de Cassini (XVIIIe siècle), la carte d'état-major (1820-1866) et les cartes ou photos aériennes de l'IGN pour la période actuelle (1950 à aujourd'hui).

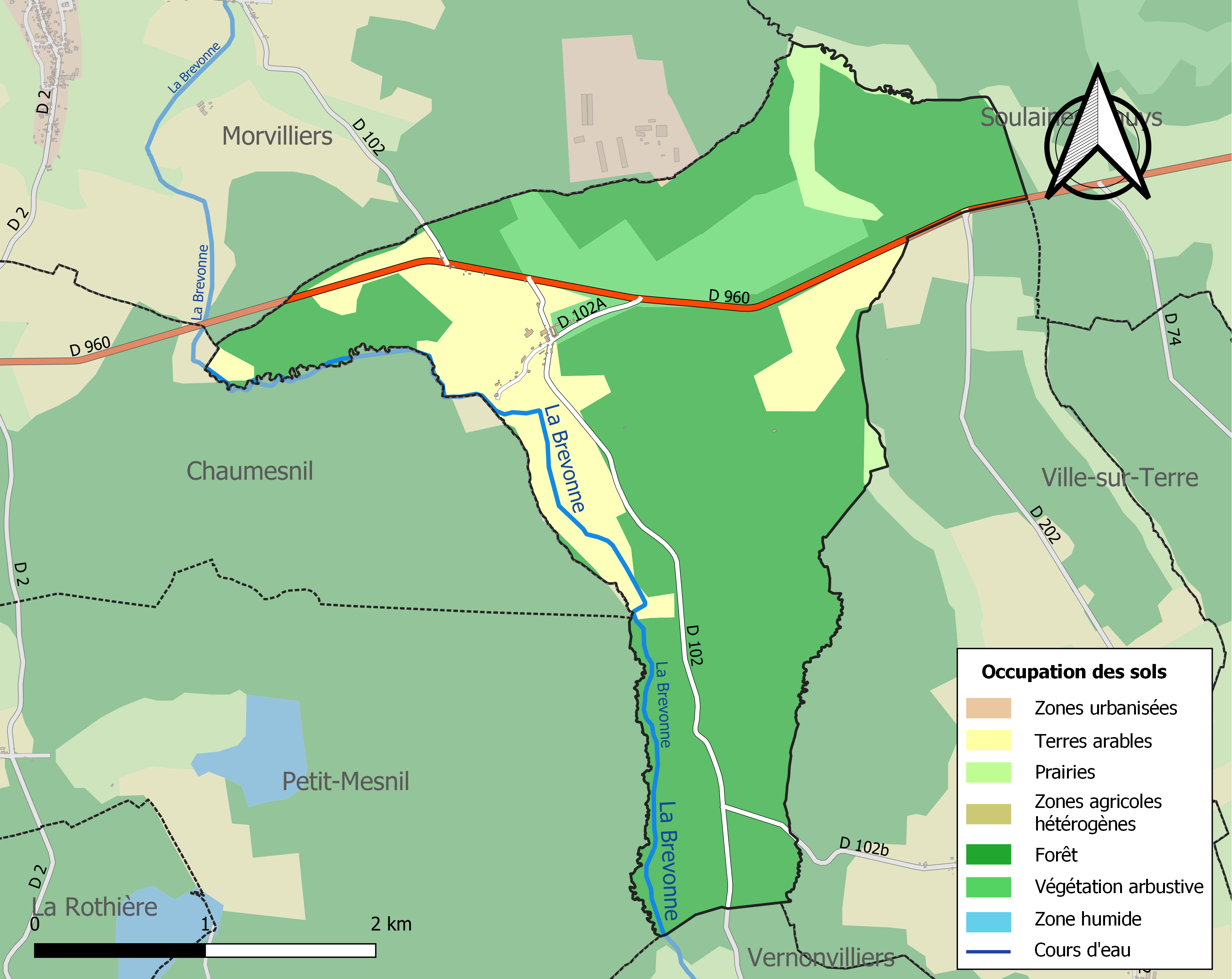
Carte des infrastructures et de l'occupation des sols de la commune en 2018 (CLC).

## Toponymie
Le terme de langue oil « cheze » se retrouve en toponymie sous les formes chaise, chaize du latin « casa » hutte, maison puis exploitation rurale et probablement aussi domaine.
Un cadastre du XIXe siècle cite au territoire : Amboise, Auger, Bouron, bois Saint-Vincent et Vincent ; Buisson-du-Grés, Chantecoq, Champ-de-la-Croix, Croix-de-Fer, Didier, étangs de Madame, des Ferrières ; Fontaine-Noire, Fortelle, Jarlet, Minière, Saint-Lièbault, Saint-Tiburce, Vièville.

## Histoire
Le fief relevait de Brienne, le comte y avait droit de haute et basse justice, de juré sur les bourgeois et franches personnes. En 1790 sont comme seigneurs, Jean-Nicolas d'Allonville et sa mère Antoinette Sauvage.
La Chaise dépendait sous l'Ancien Régime de l'intendance et de la généralité de Châlons, de l'élection de Bar-sur-Aube et du bailliage de Chaumont.

### Amboise
Ancien fief qui avait comme seigneur Étienne de Mosseron, aussi seigneur de Fuligny en 1573, et comme dernier seigneur Jean-Baptiste de Mosseron d'Amboise en 1789.

### Bouron
Ancien fief qui relevait de Brienne, comme seigneurs sont connus au XVIIIe siècle, la marquise de Traînel, M. de Montmorency, Claude de Sallart-Bouron. Le fief fut vendu comme bien national, Gallio Jean Marie Manda ayant émigré, en l'an V et en l'an VII. La maison était en mauvais état en 1814 lorsque les habitants du voisinage s'y réfugièrent pour fuir les armées alliées, elle fut détruite peu après pour ne plus être qu'un bois.

### Les Ferrières
C'est un ancien lieu qui subsiste pour désigner un étang et un bois. La communauté avait une église du XIIe siècle qui semble être celle qui existe actuellement et était une paroisse qui est cité jusqu'en 1407. Ferrières et La Chaise semblent être confondus après cette date. Le pouillé de 1761 cite encore La Chaise ou Ferrières.

## Politique et administration

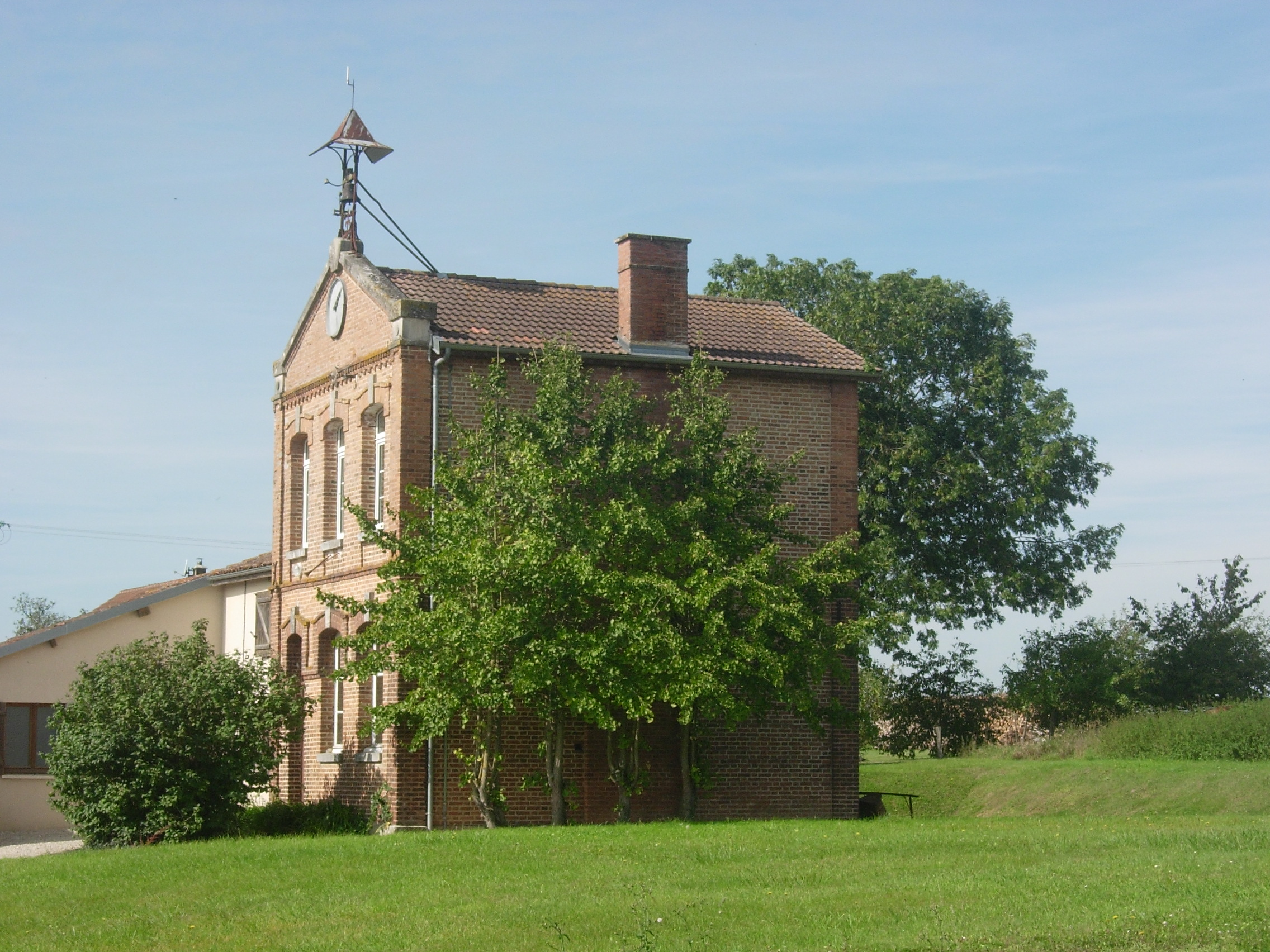
La mairie de La Chaise.

La Chaise faisait partie du canton de Soulaines entre le 29 janvier et le 29 novembre 1790, passait à celui de Ville-sur-Terre jusqu'en an IX avant de repasser à celui de Soulaines.
| Période                                  | Période   | Identité                | Étiquette | Qualité                |
| ---------------------------------------- | --------- | ----------------------- | --------- | ---------------------- |
| Elections mars 1983                      | mars 1995 | Josiane Beltramelli     |           | Maire                  |
| Elections mars 1995                      | mars 2014 | Jean-Charles Bergeon    | DVD       | Maire                  |
| Elections mars 2014                      | En cours  | Christophe Tournemeulle | DVD       | Agent technique, Maire |
| Les données manquantes sont à compléter. |           |                         |           |                        |

## Démographie
L'évolution du nombre d'habitants est connue à travers les recensements de la population effectués dans la commune depuis 1793. Pour les communes de moins de 10 000 habitants, une enquête de recensement portant sur toute la population est réalisée tous les cinq ans, les populations de référence des années intermédiaires étant quant à elles estimées par interpolation ou extrapolation. Pour la commune, le premier recensement exhaustif entrant dans le cadre du nouveau dispositif a été réalisé en 2008.

En 2022, la commune comptait 32 habitants, en évolution de −17,95 % par rapport à 2016 (Aube : +0,7 %, France hors Mayotte : +2,11 %).
| 1793 | 1800 | 1806 | 1821 | 1831 | 1836 | 1841 | 1846 | 1851 |
| ---- | ---- | ---- | ---- | ---- | ---- | ---- | ---- | ---- |
| 128  | 115  | 105  | 91   | 96   | 98   | 91   | 96   | 107  |

| 1856 | 1861 | 1866 | 1872 | 1876 | 1881 | 1886 | 1891 | 1896 |
| ---- | ---- | ---- | ---- | ---- | ---- | ---- | ---- | ---- |
| 149  | 126  | 125  | 127  | 121  | 120  | 122  | 107  | 98   |

| 1901 | 1906 | 1911 | 1921 | 1926 | 1931 | 1936 | 1946 | 1954 |
| ---- | ---- | ---- | ---- | ---- | ---- | ---- | ---- | ---- |
| 79   | 79   | 71   | 77   | 66   | 71   | 81   | 50   | 80   |

| 1962 | 1968 | 1975 | 1982 | 1990 | 1999 | 2006 | 2008 | 2013 |
| ---- | ---- | ---- | ---- | ---- | ---- | ---- | ---- | ---- |
| 47   | 43   | 35   | 32   | 27   | 29   | 34   | 35   | 40   |

| 2018 | 2022 | - | - | - | - | - | - | - |
| ---- | ---- | - | - | - | - | - | - | - |
| 35   | 32   | - | - | - | - | - | - | - |

## Lieux et monuments
- Le château et les écuries

Construit dans un style anglo-suisse rare par madame la marquise Noémie de Compiègne, ce château fut achevé vers 1864 et inscrit à l'Inventaire Supplémentaire des Monuments Historiques en mai 2000. La serre située contre la face arrière du château n'existe plus mais dans le mur où elle était adossée, on trouve d'étonnantes concrétions calcaires.
- Le monument aux morts

le Monument aux morts
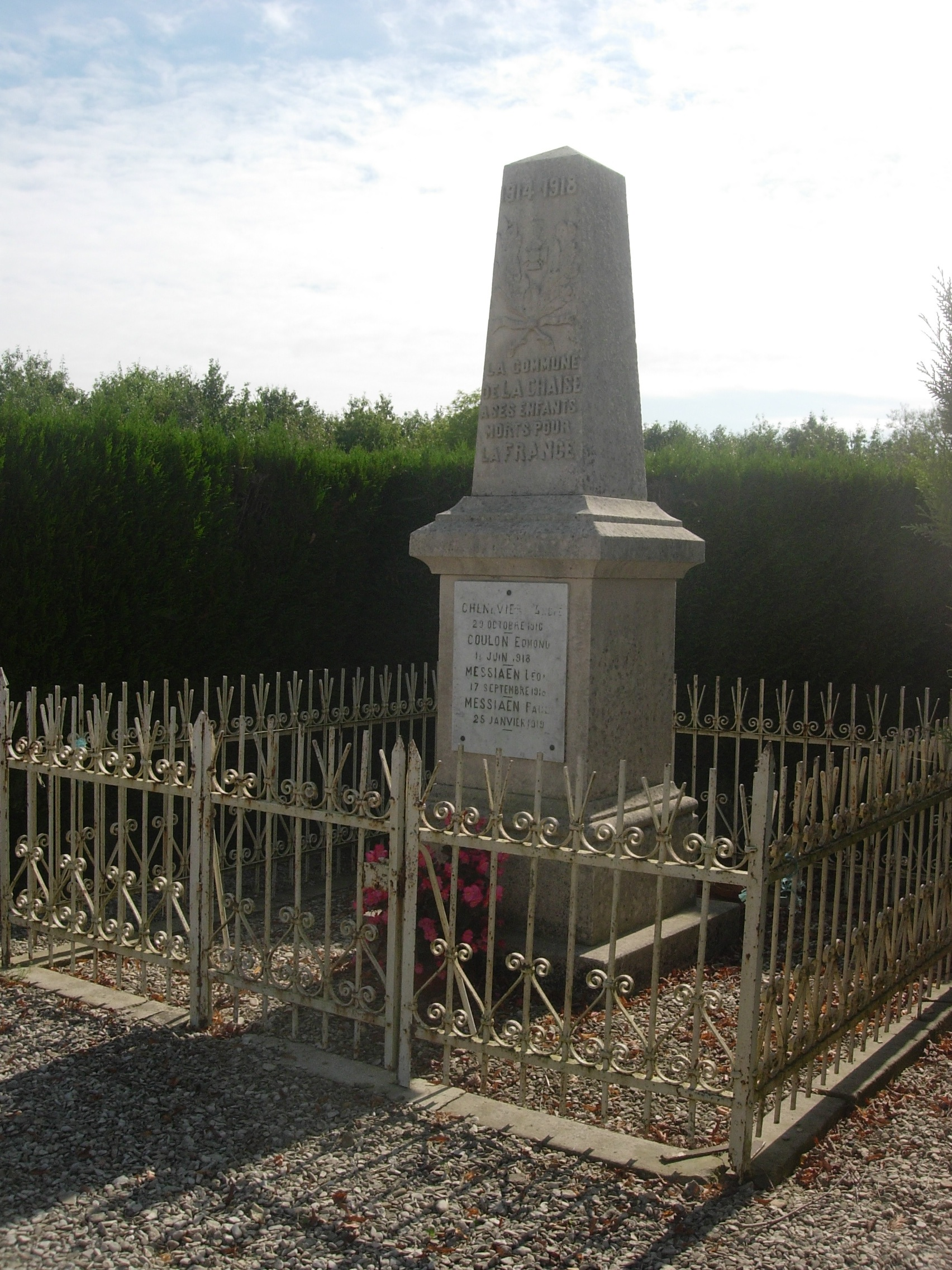
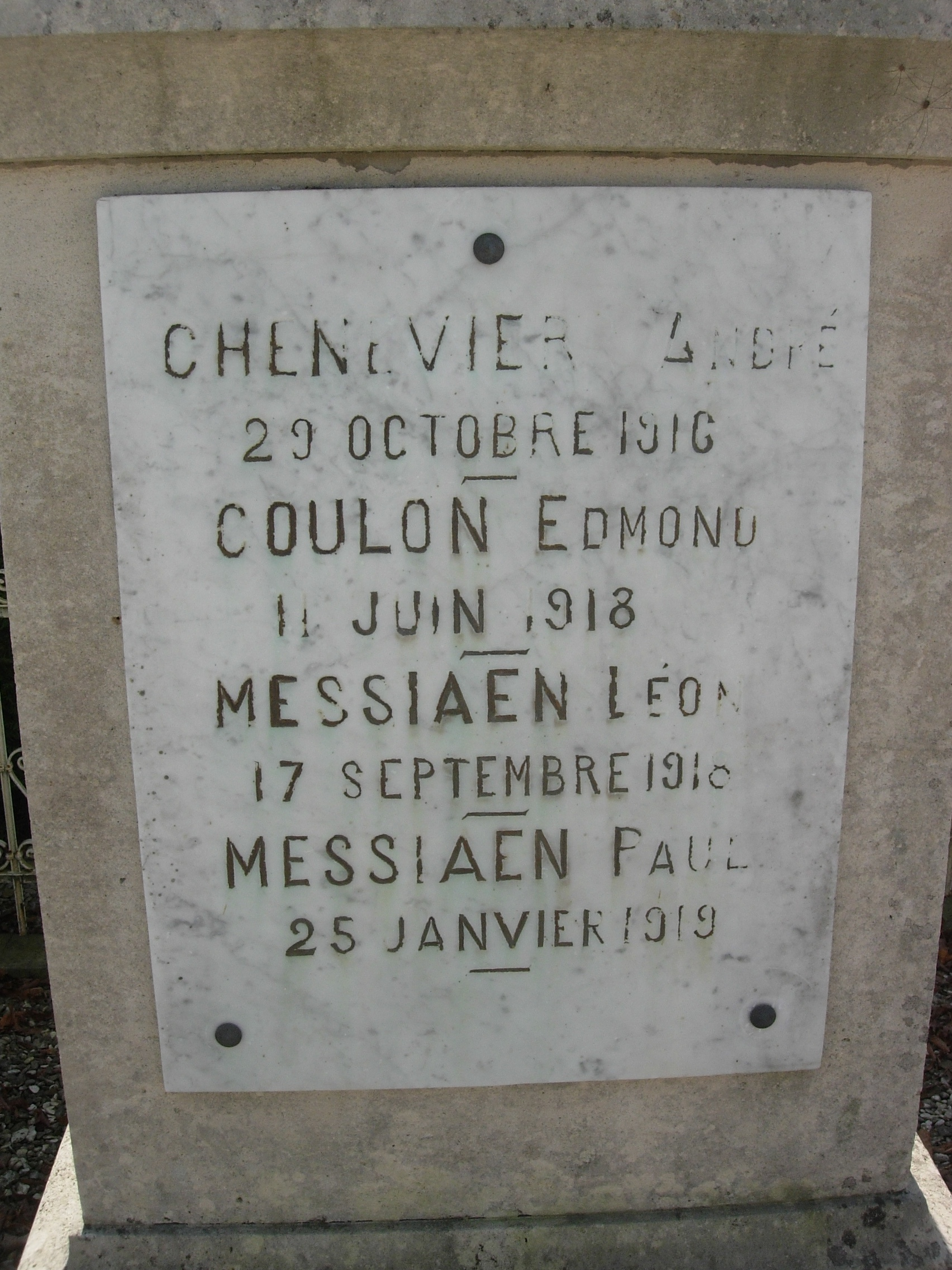
Liste des morts pour la France.

- L'église Saint-Berchaire. C'était une paroisse de l'archidiaconé et du diaconné de Brienne, à la collation de l'évêque mais étant pauvre, plusieurs curés résignèrent et c'était le curé de Morvilliers qui venait pour la messe. L'église est du XIIe siècle et une abside du XIVe siècle, le portail a été remanié au XVIe siècle.

Vues de l'église de La Chaise
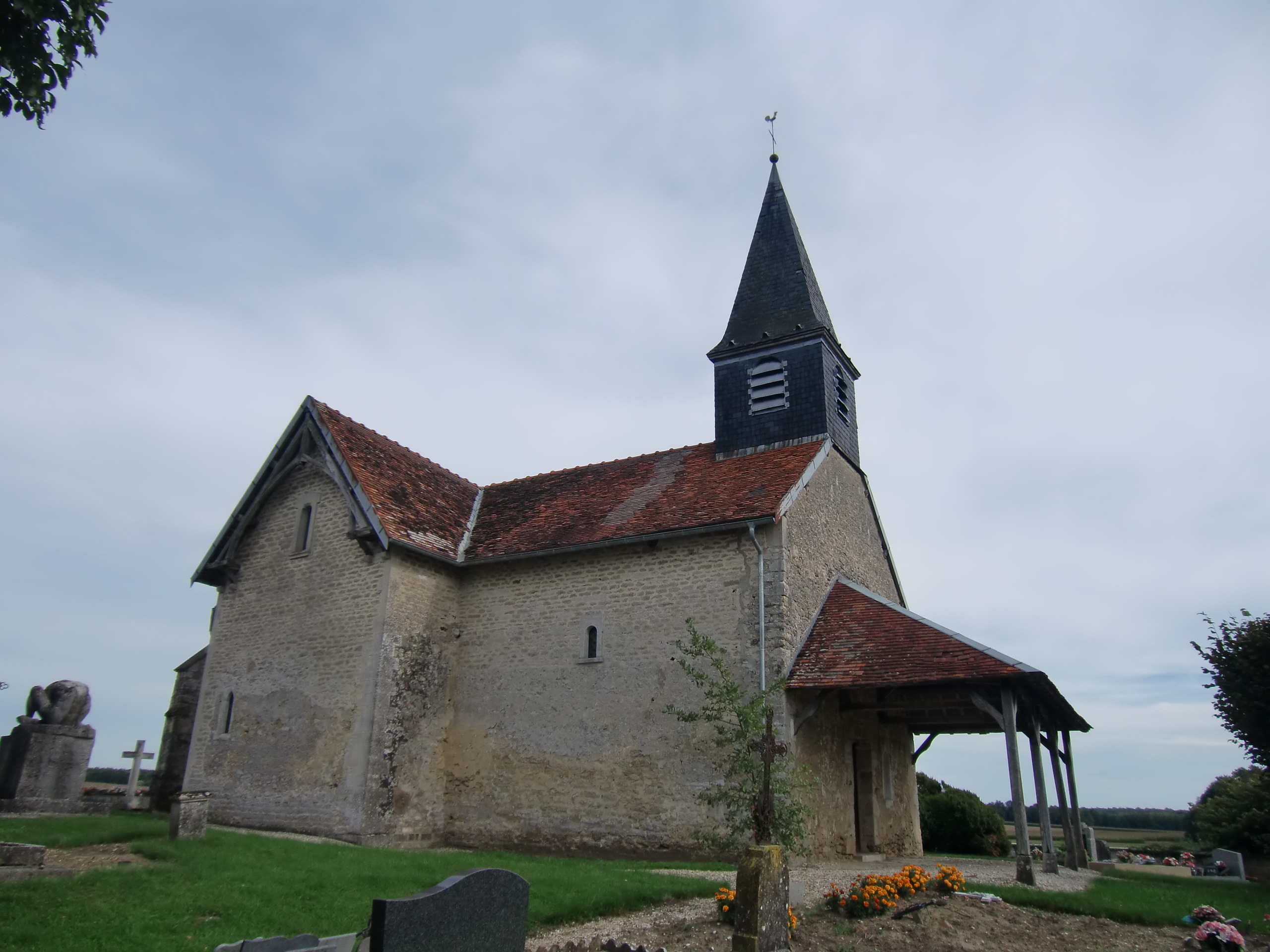
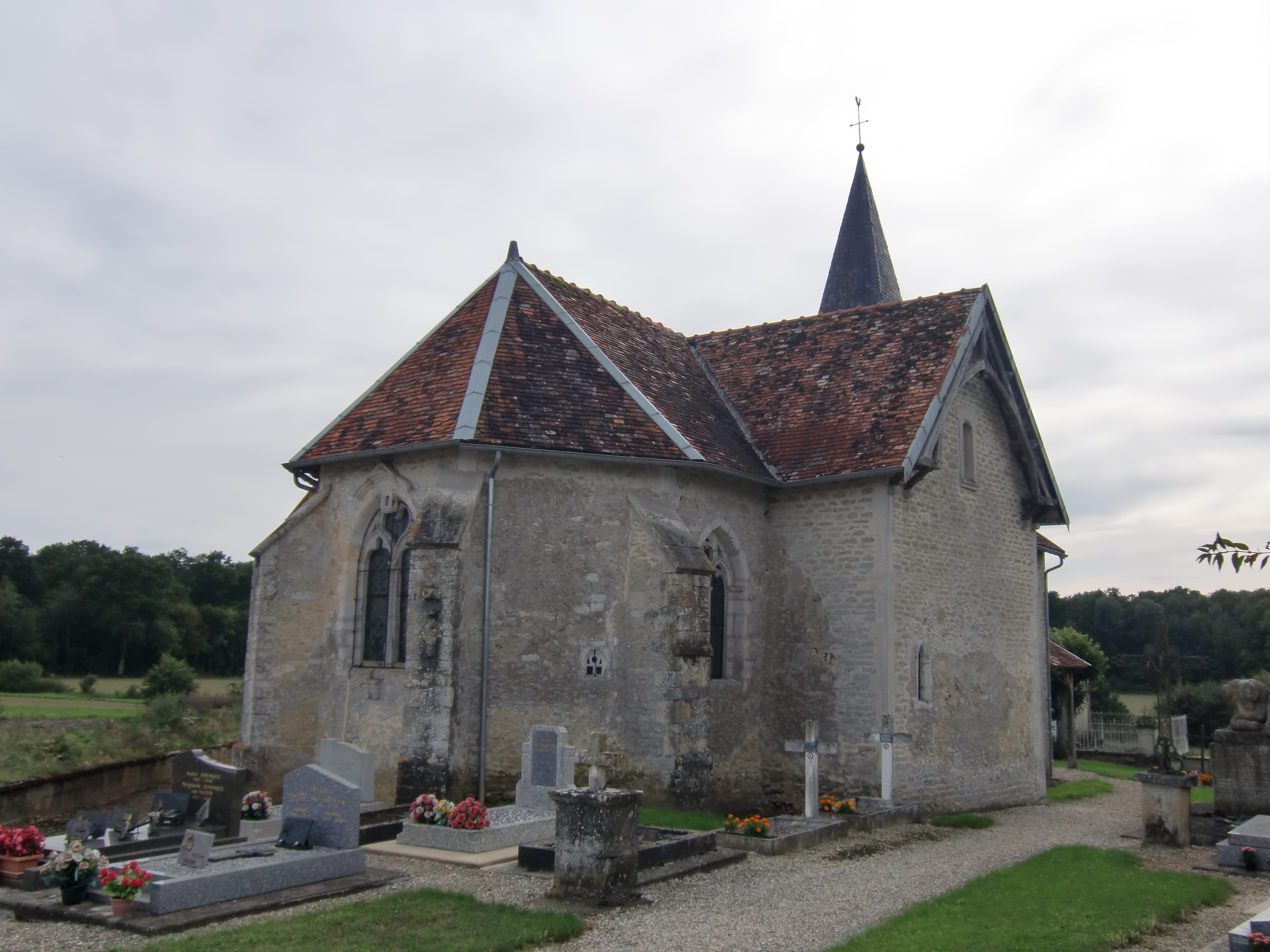
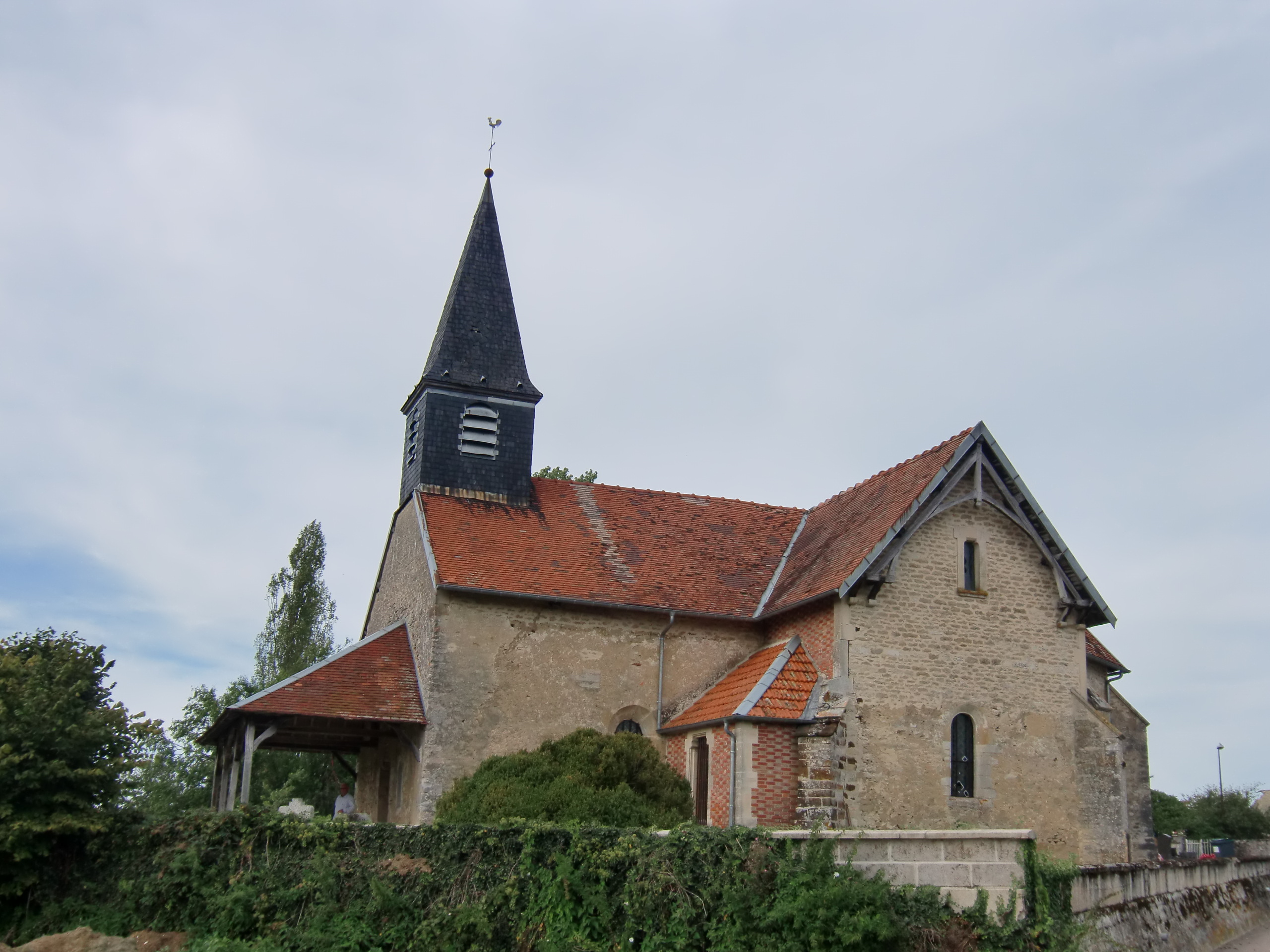
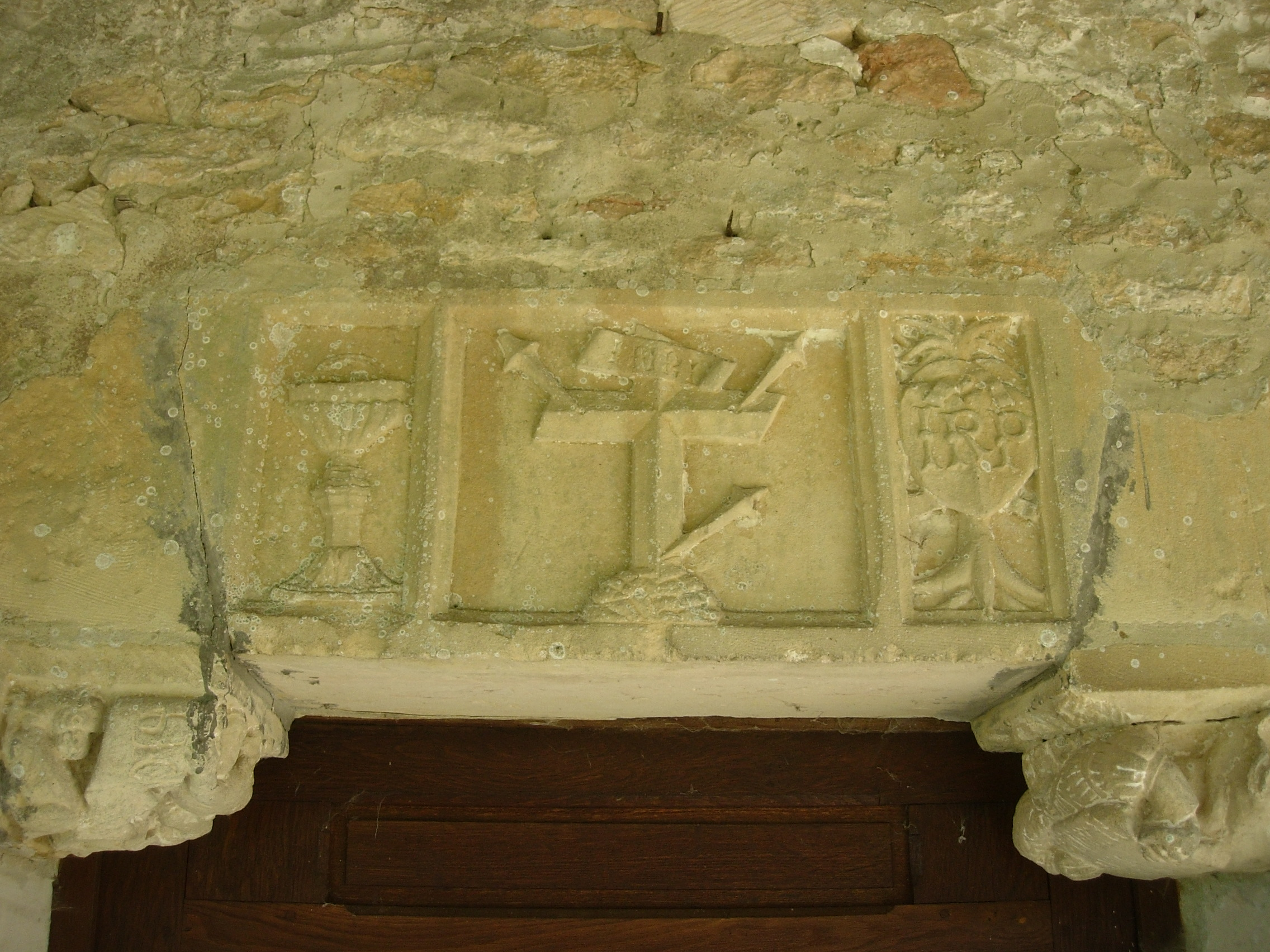
Linteau.
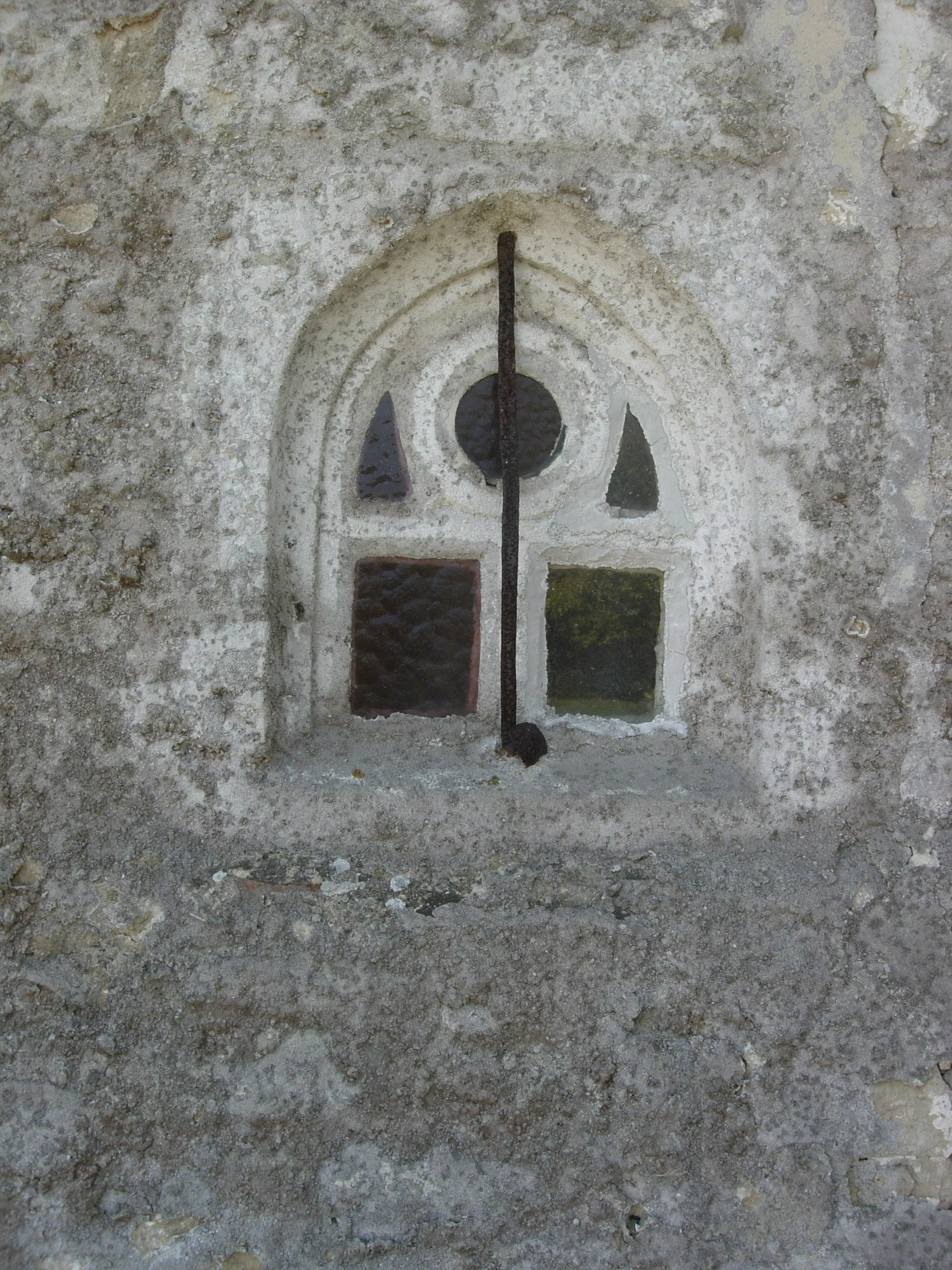
Curieuse petite fenêtre gothique.
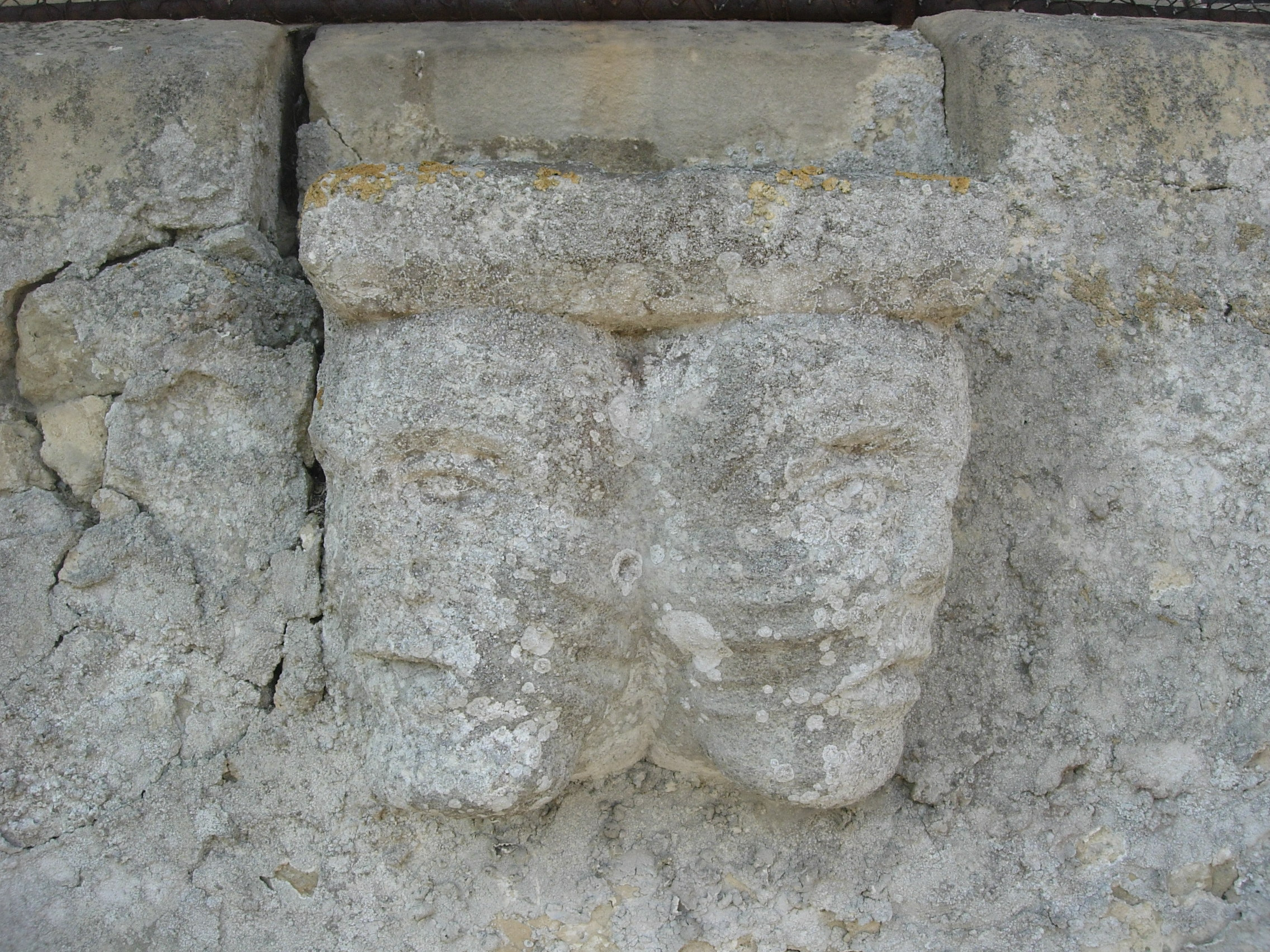
Tête bicéphale.
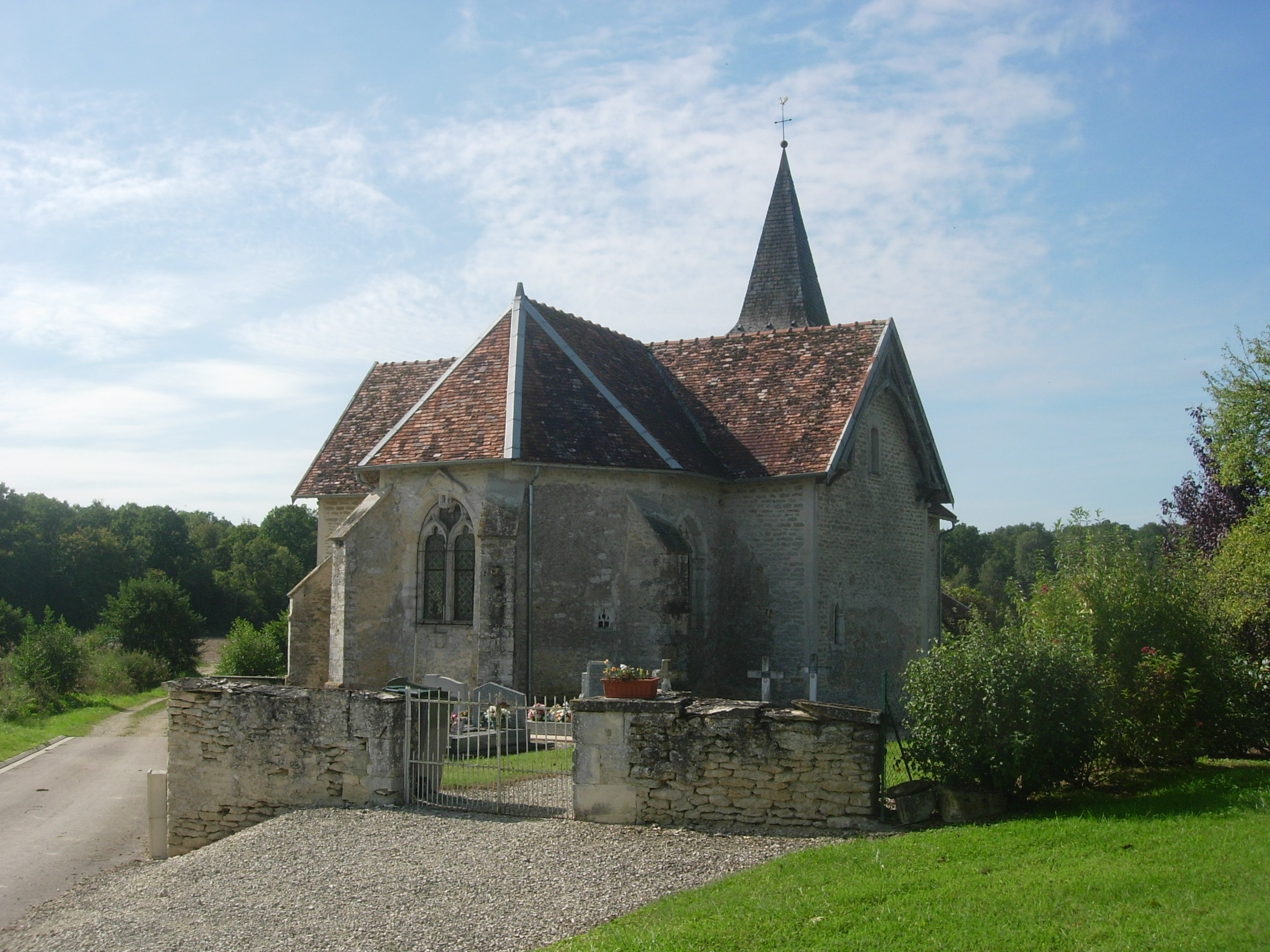

Le cimetière de La Chaise abrite le caveau de la famille Messiaen : le grand-père d'Olivier, le compositeur, ainsi que sa grand-mère, ses tantes et oncles dont trois sont morts victimes de la Première Guerre mondiale. La statue qui orne le caveau est une réplique d'une œuvre de son oncle, Premier prix de l'École des Beaux Arts de Paris "L'énergie fauchée", réalisée en 1915 et exposée en 1919 aux Champs-Élysées.

Cimetière de la Chaise
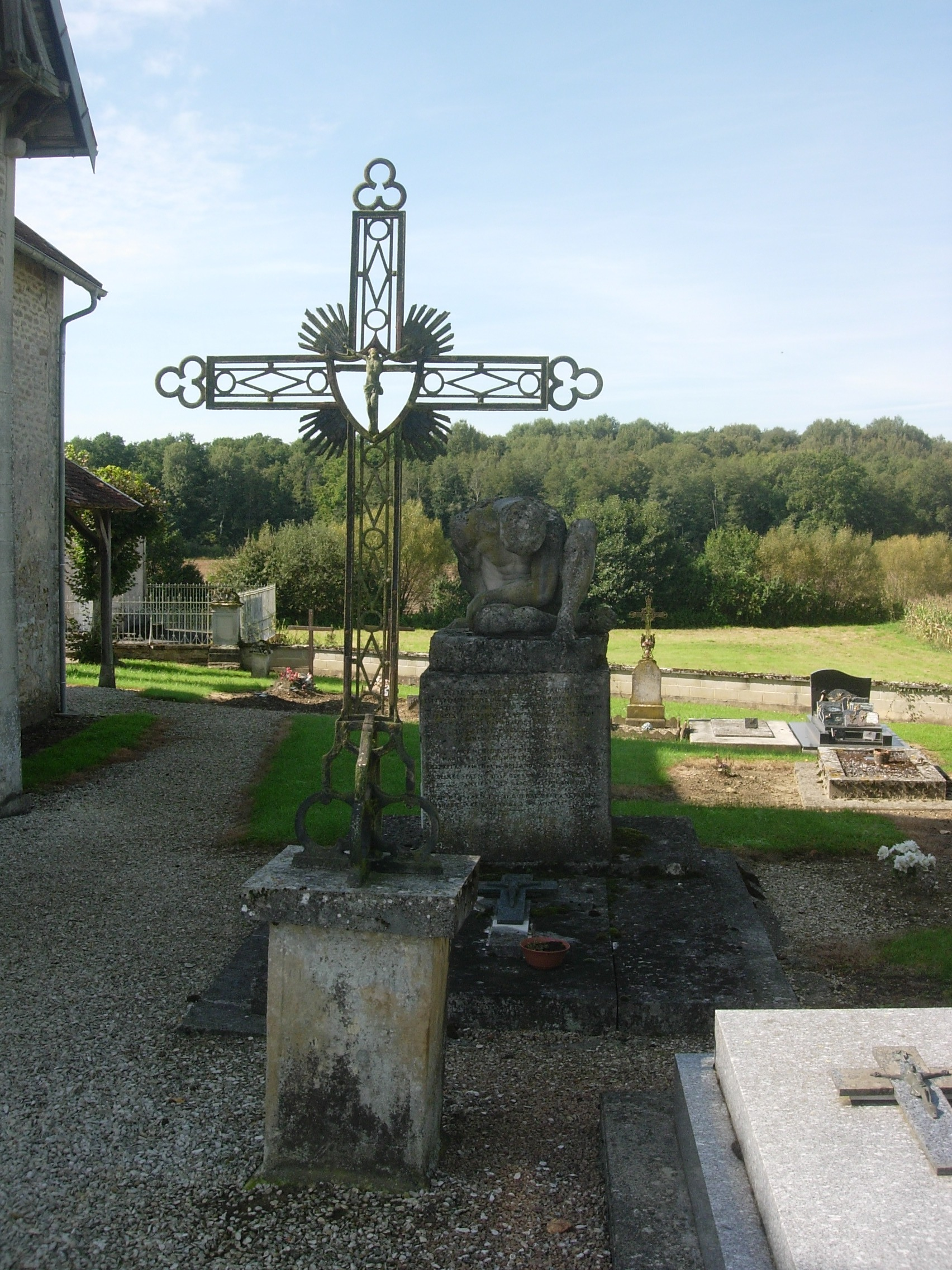
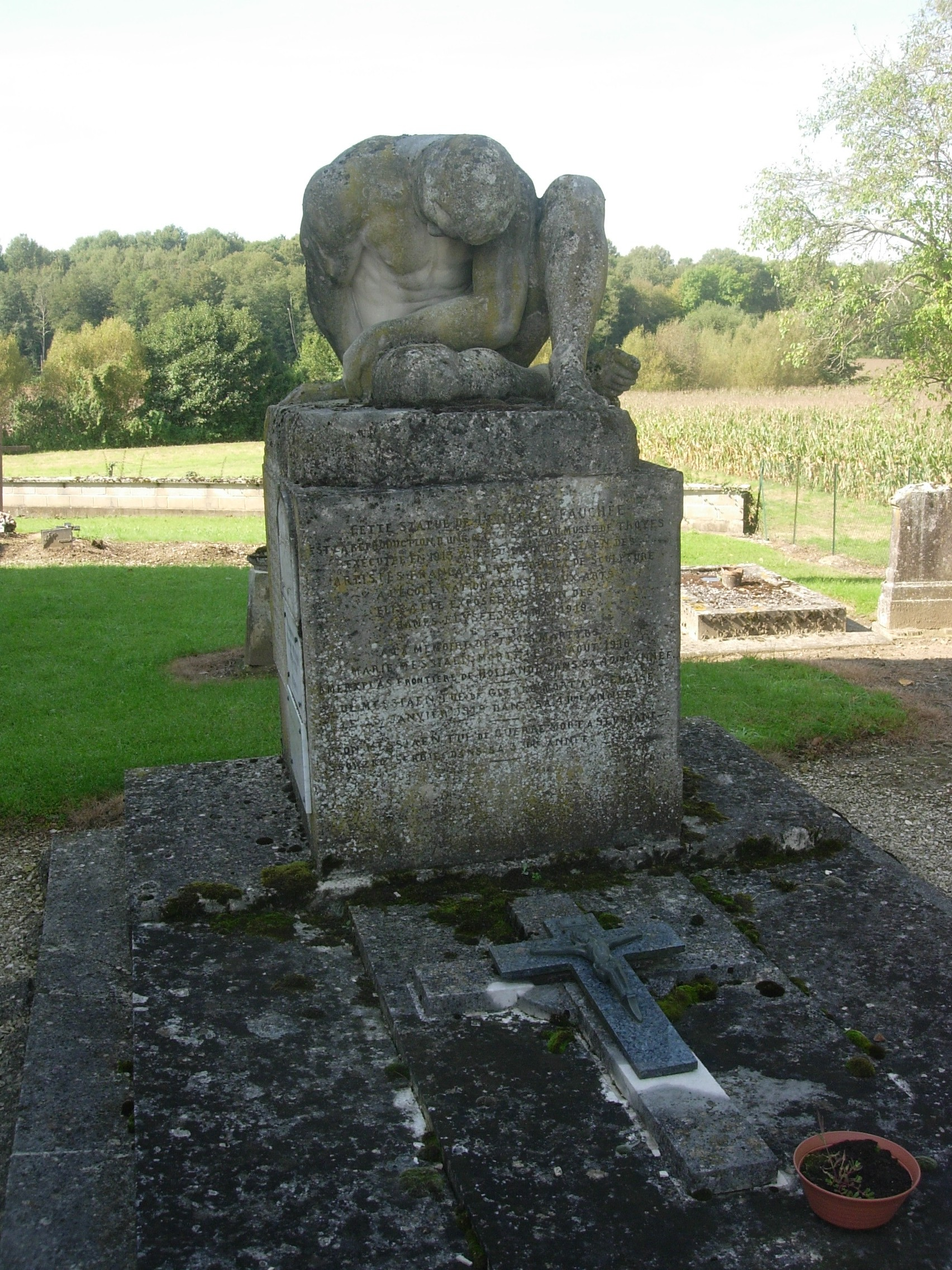
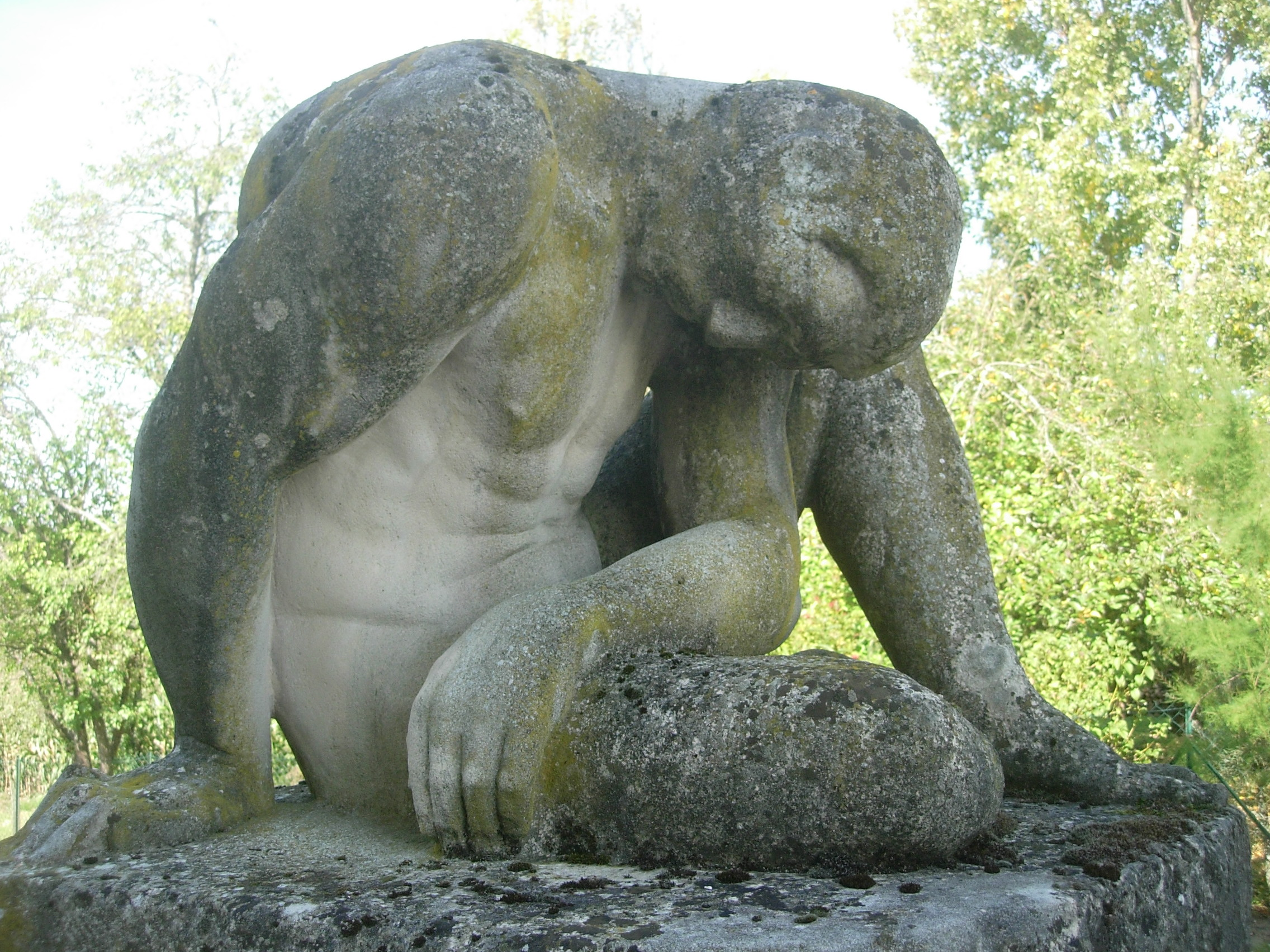
Tombe de la famille Messiaen.
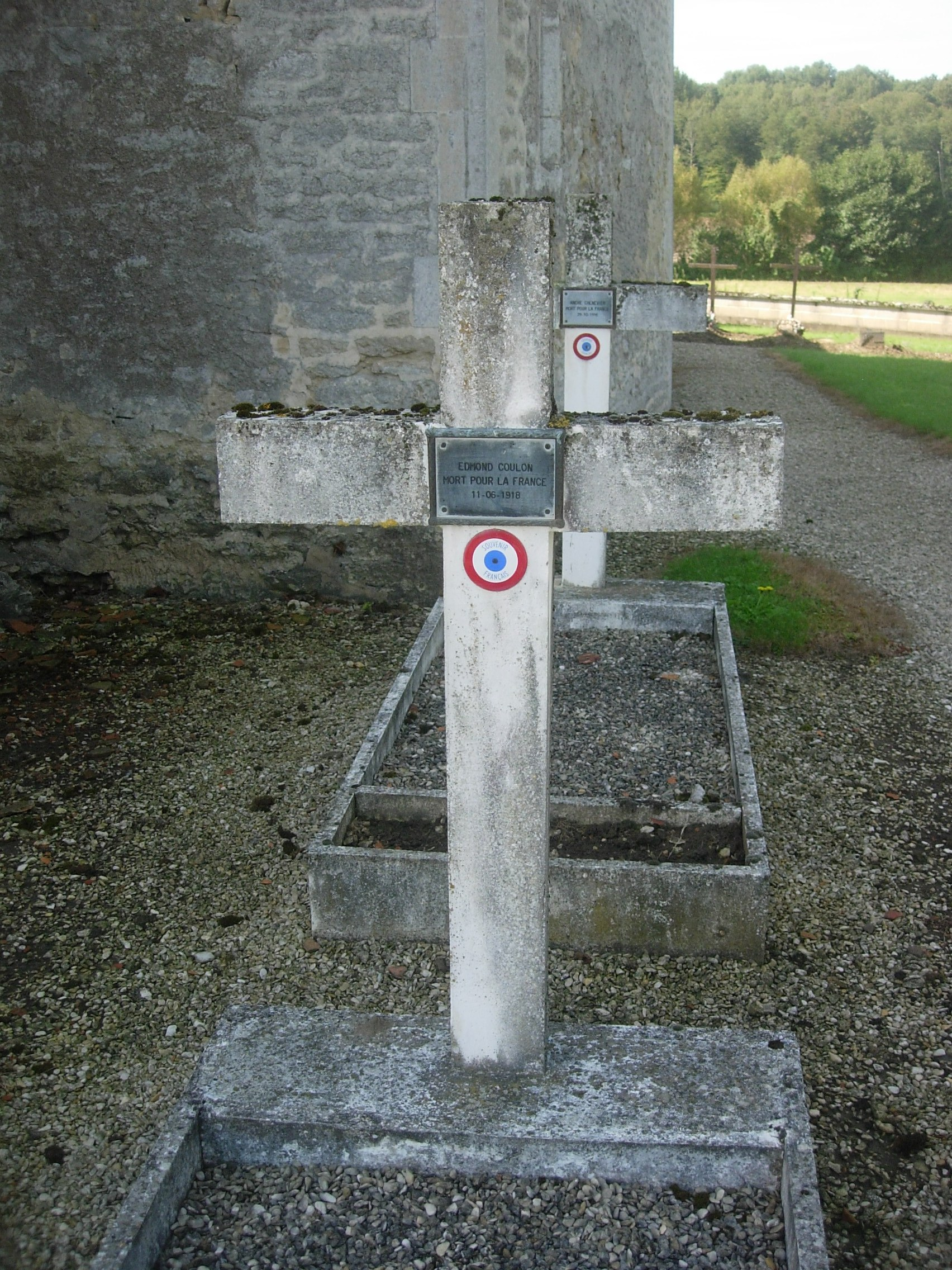
Deux tombes de soldats morts pour la France.
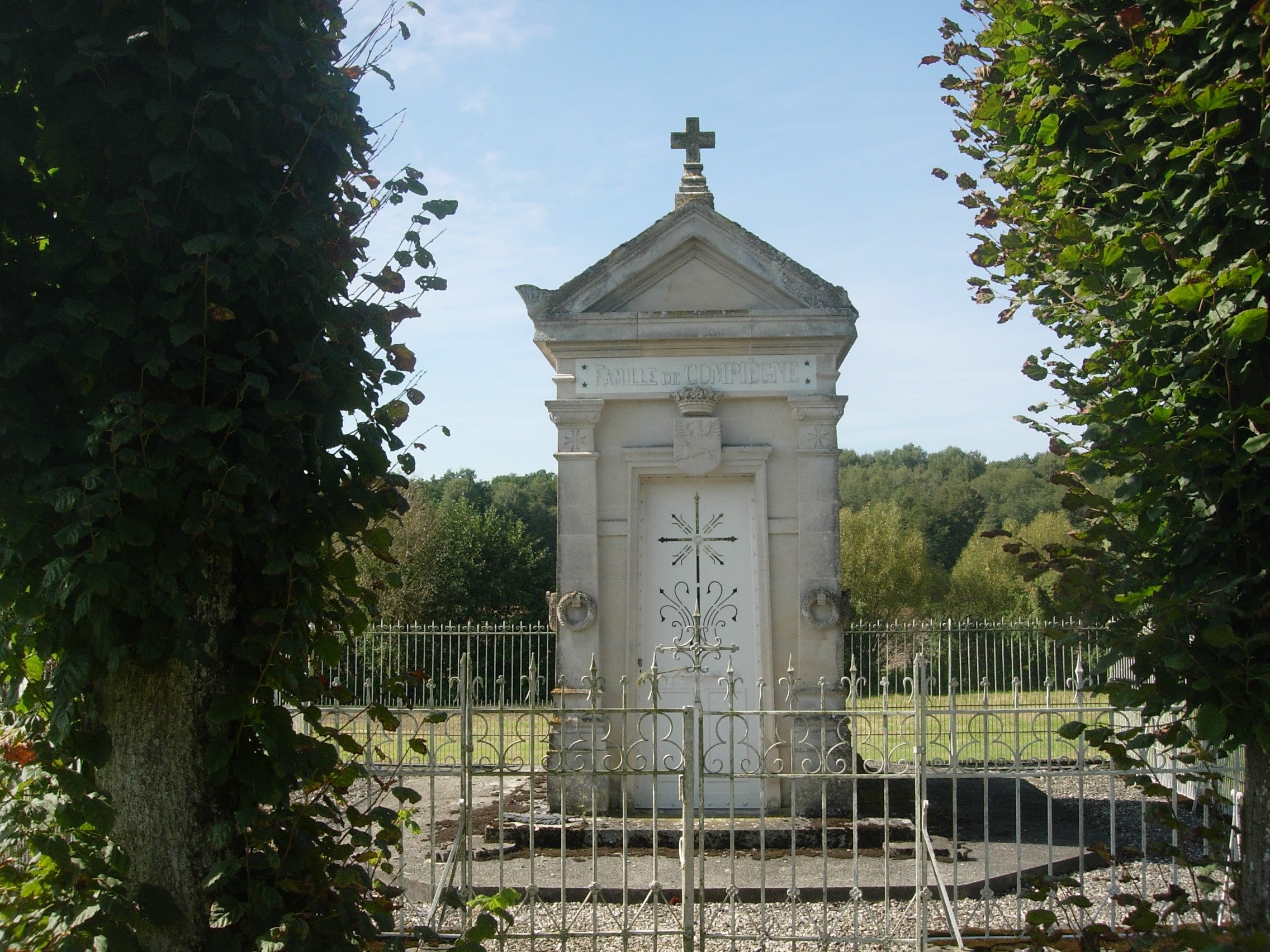
Caveau de la famille de Compiègne.

- L'étang

Etang de la Chaise
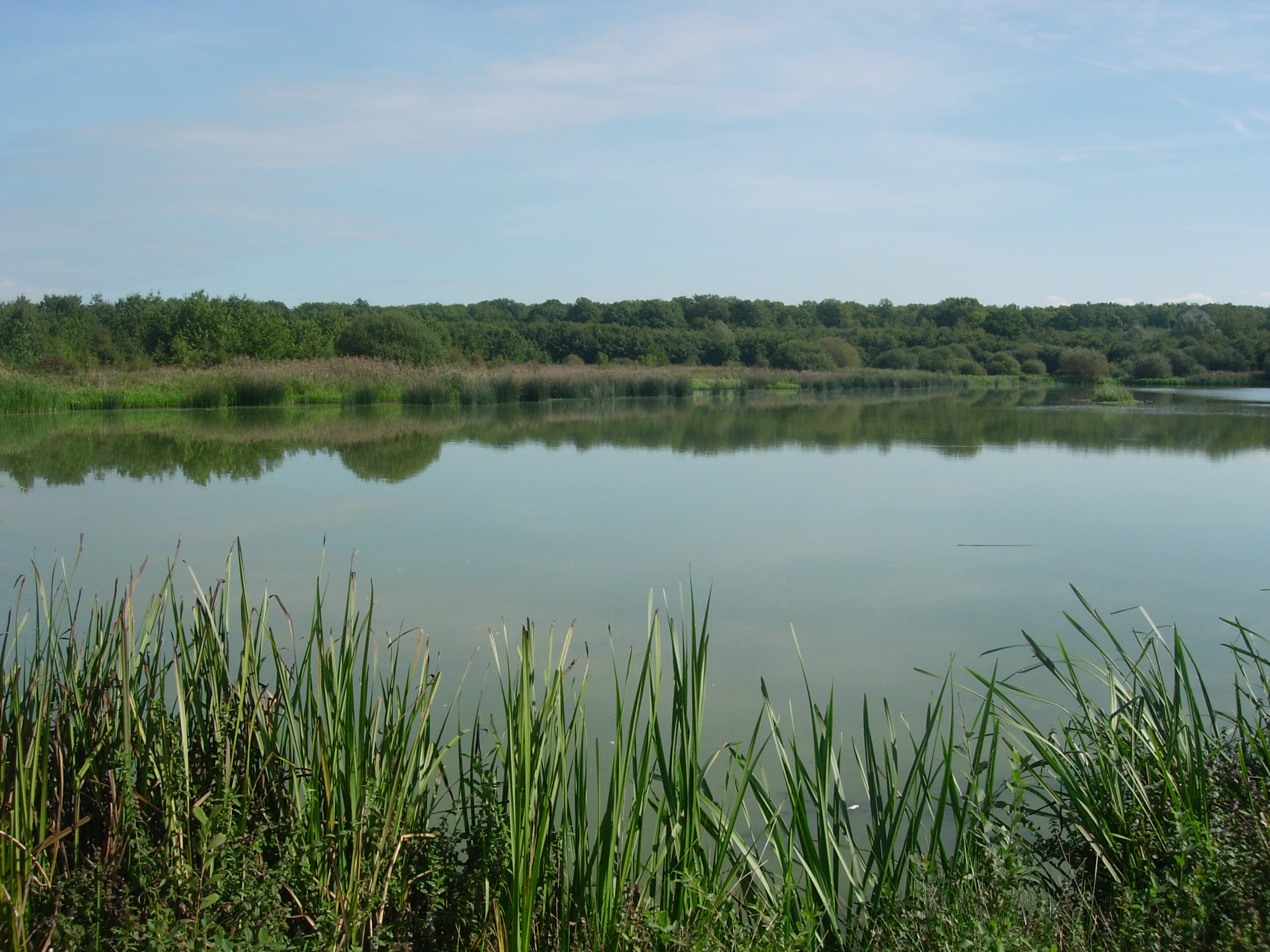

## Personnalités liées à la commune
- famille Messiaen
- famille de Compiègne